# RBM34
RBM34 (англ. RNA binding motif protein 34) – білок, який кодується однойменним геном, розташованим у людей на короткому плечі 1-ї хромосоми.  Довжина поліпептидного ланцюга білка становить 430 амінокислот, а молекулярна маса — 48 565.
| 10         |  | 20         |  | 30         |  | 40         |  | 50         |
| ---------- |  | ---------- |  | ---------- |  | ---------- |  | ---------- |
| MALEGMSKRK |  | RKRSVQEGEN |  | PDDGVRGSPP |  | EDYRLGQVAS |  | SLFRGEHHSR |
| GGTGRLASLF |  | SSLEPQIQPV |  | YVPVPKQTIK |  | KTKRNEEEES |  | TSQIERPLSQ |
| EPAKKVKAKK |  | KHTNAEKKLA |  | DRESALASAD |  | LEEEIHQKQG |  | QKRKNSQPGV |
| KVADRKILDD |  | TEDTVVSQRK |  | KIQINQEEER |  | LKNERTVFVG |  | NLPVTCNKKK |
| LKSFFKEYGQ |  | IESVRFRSLI |  | PAEGTLSKKL |  | AAIKRKIHPD |  | QKNINAYVVF |
| KEESAATQAL |  | KRNGAQIADG |  | FRIRVDLASE |  | TSSRDKRSVF |  | VGNLPYKVEE |
| SAIEKHFLDC |  | GSIMAVRIVR |  | DKMTGIGKGF |  | GYVLFENTDS |  | VHLALKLNNS |
| ELMGRKLRVM |  | RSVNKEKFKQ |  | QNSNPRLKNV |  | SKPKQGLNFT |  | SKTAEGHPKS |
| LFIGEKAVLL |  | KTKKKGQKKS |  | GRPKKQRKQK |  |            |  |            |

A: Аланін

C: Цистеїн

D: Аспарагінова кислота

E: Глутамінова кислота

F: Фенілаланін

G: Гліцин

H: Гістидин

I: Ізолейцин

K: Лізин

L: Лейцин

M: Метіонін

N: Аспарагін

P: Пролін

Q: Глутамін

R: Аргінін

S: Серин

T: Треонін

V: Валін

Кодований геном білок за функцією належить до фосфопротеїнів. 
Задіяний у таких біологічних процесах як ацетиляція, альтернативний сплайсинг. 
Білок має сайт для зв'язування з РНК. 
Локалізований у ядрі.